# Petreștii de Jos
Petreștii de Jos é uma comuna romena localizada no distrito de Cluj, na região histórica da Transilvânia. A comuna possui uma área de 72.61 km² e sua população era de 1768 habitantes segundo o censo de 2007.